# Municipio de Home Brook
El municipio de Home Brook (en inglés: Home Brook Township) es un municipio ubicado en el condado de Cass en el estado estadounidense de Minnesota. En el año 2010 tenía una población de 255 habitantes y una densidad poblacional de 2,72 personas por km².

## Geografía
El municipio de Home Brook se encuentra ubicado en las coordenadas 46°29′47″N 94°27′22″O / 46.49639, -94.45611. Según la Oficina del Censo de los Estados Unidos, el municipio tiene una superficie total de 93.88 km², de la cual 93,36 km² corresponden a tierra firme y (0,55 %) 0,52 km² es agua.

## Demografía
Según el censo de 2010, había 255 personas residiendo en el municipio de Home Brook. La densidad de población era de 2,72 hab./km². De los 255 habitantes, el municipio de Home Brook estaba compuesto por el 98,43 % blancos, el 1,18 % eran de otras razas y el 0,39 % eran de una mezcla de razas. Del total de la población el 0,39 % eran hispanos o latinos de cualquier raza.